# Sigge Haraldsson
Sigge Lennart Haraldsson, född 29 oktober 1944 i Äsperöd, död 23 oktober 2021 i Lund, var en svensk civilingenjör och företagsledare.
Efter uppväxt i Tomelilla och läroverksstudier i Ystad, studerade Haraldsson vid den då nystartade Lunds tekniska högskola. 1970 började han arbeta vid Alfa-Laval där han stannade till 1993, varav 1986–1993 som chef för en av företagets fem affärsenheter. 1993–1997 arbetade han inom Tetra Paks koncernledning och var chef för kartongdivisionen. 1997 återkom han till Alfa Laval som verkställande direktör och stannade på posten till 2004. Under hans tid som VD återintroducerades Alfa Laval på börsen.